# UJA Maccabi Paris Métropole
UJA Maccabi Paris Métropole là một câu lạc bộ bóng đá Pháp có trụ sở tại Alfortville, ngoại ô Paris. Câu lạc bộ hiện tại được thành lập vào năm 2012 thông qua việc sáp nhập UJA Alfortville (thành lập năm 1926) và SC Maccabi du Paris (thành lập năm 1948).
Câu lạc bộ hiện đang chơi ở Division d'Honneur Paris le-de-France, giải hạng sáu của bóng đá Pháp. Đội chơi các trận đấu trên sân nhà của mình tại sân vận động Parc Départemental des Sports ở xã Choisy-le-Roi gần đó.
Câu lạc bộ đã chơi một mùa ở Championnat National, đã được thăng hạng vào mùa giải 2009-10.

## Lịch sử

### SC Maccabi de Paris
Maccabi Paris là một câu lạc bộ được thành lập vào năm 1948 với tư cách là một câu lạc bộ thể thao xã hội cho cộng đồng Do Thái ở Paris, nó hoạt động trong thời hiện đại như một câu lạc bộ thể thao đơn giản cho cộng đồng người Pháp rộng lớn.

### UJA Alfortville
UJA Alfortville được thành lập vào năm 1926 dưới tên Union de la Jeunesse Arménienne'Alfortville (được gọi đơn giản là Alfortville).
Trong suốt một thập kỷ, Alfortville đã nhanh chóng leo lên hệ thống giải bóng đá Pháp. Vào năm 1998, câu lạc bộ đã được thăng hạng từ Promotion d'Honneur. Trong mùa giải tiếp theo, Alfortville được thăng hạng lên Division d'Honneur Régionale và tiến tới Division Supérieure Régionale hai mùa sau đó vào năm 2000. Câu lạc bộ vẫn thi đấu ở giải hạng bảy trong sáu năm trước khi thăng hạng lên Division d'Honneur của khu vực Île-de-France. Sau một mùa, Alfortville thăng hạng lên giải hạng 5 của hệ thống, CFA 2. Câu lạc bộ đã chiến thắng bảng đấu của mình trong mùa đầu tiên, do đó thăng hạng lên Championnat de France cho mùa giải 2008-09.
Sau hai mùa giải tại CFA, Alfortville đã được thăng hạng về mặt hành chính lên Championnat National do việc xuống hạng bởi các vấn đề tài chính của RC Strasbourg Alsace. Câu lạc bộ đã xuống hạng vào cuối mùa giải.

### UJA Maccabi Paris Métropole
Vào tháng 6 năm 2012, UJA Alfortville đã hoàn thành việc sáp nhập với Maccabi Paris, một câu lạc bộ từ Division Supérieure Régional. Câu lạc bộ mới đã xuống hạng CFA 2 trong mùa đầu tiên, và đã duy trì thi đấu ở giải đấu này đó kể từ đó.

## Danh hiệu
- Championnat de France Amateur 2
  - Vô địch (1): 2008
- Division d'Honneur (Île-de-France)
  - Vô địch (1): 2007
- Division Supérieure Régional (Île-de-France)
  - Vô địch (1): 2006